# ロレンツォ・クリセティグ
ロレンツォ・クリセティグ（Lorenzo Crisetig, 1993年1月20日 - ）は、イタリア・チヴィダーレ・デル・フリウーリ出身のサッカー選手。ポジションはMF。

## 経歴

### クラブ
地元のクラブでサッカーを始め、14歳の時にインテルの下部組織と契約を結ぶ。2009年にプリマヴェーラに昇格。2010年1月にジョゼ・モウリーニョ監督から公式戦のメンバーとして招集されて以降、出場機会こそなかったもののトップチームに帯同する機会が増えた。
2011-12シーズンはトップチームでプレシーズンを過ごし、練習試合に出場する機会も得た。2011年9月27日に行われたチャンピオンズリーグのCSKAモスクワ戦で後半アディショナルタイムから途中出場しプロデビューを飾った。
2012年1月にパルマFCに共同保有権が譲渡されたが、インテルに残留。3月にはプリマヴェーラの一員としてNextGenシリーズで優勝。6月22日にパルマとの共同保有権が更新され、7月にスペツィア・カルチョへのレンタル移籍が決まった。
2015年7月16日、ボローニャFCへ買い取り義務付きのレンタル移籍を果たした。2016年8月31日に完全移籍となった。
2020年2月6日、CDミランデスに移籍した。
2020年8月19日、レッジーナ1914に2年契約で移籍した。

### 代表
U-16からU-21まで年代別の代表を飛び級で経験している。2010年8月11日には史上最年少（17歳）でU-21イタリア代表の試合に出場した。一時期はU-21とU-19を掛け持ちする形でプレーしていた。